# Нефтяников (Каргасоцький район)
Нефтя́ников (рос. Нефтяников) — селище у складі Каргасоцького району Томської області, Росія. Входить до складу Каргасоцького сільського поселення.

## Населення
Населення — 984 особи (2010; 1039 у 2002).
Національний склад (станом на 2002 рік):
- росіяни — 91 %